# Gaius Annius Flavianus (Veteran)

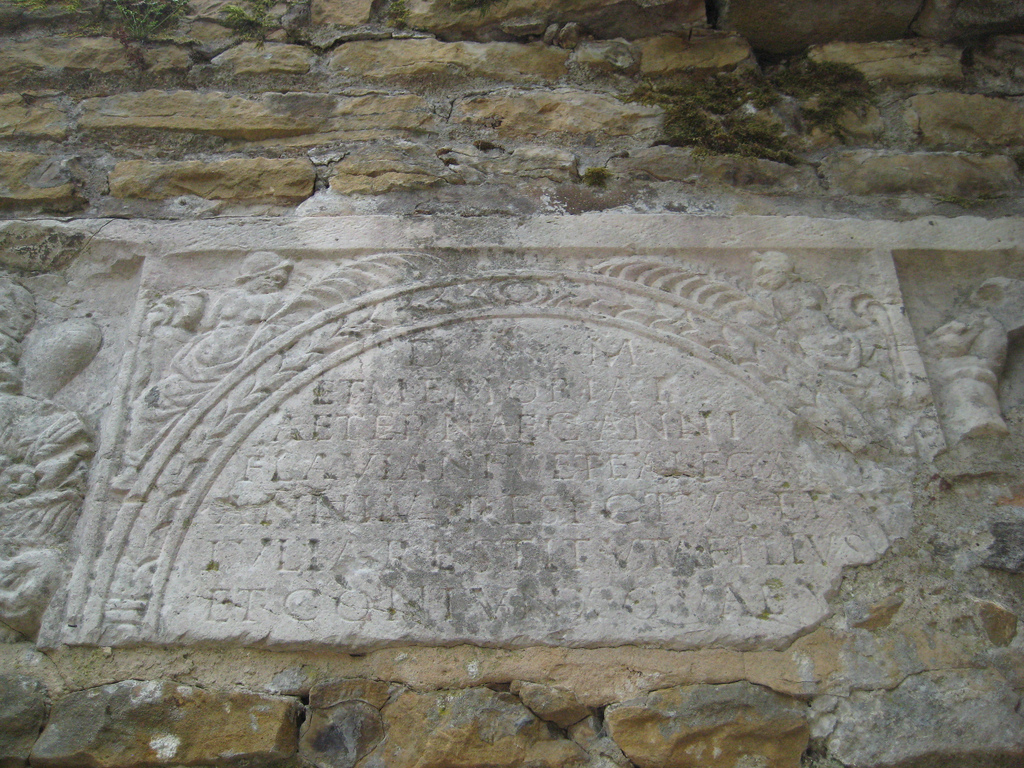
Die Inschrift

Gaius Annius Flavianus war ein im 2. und 3. Jahrhundert n. Chr. lebender Angehöriger der römischen Armee.
Durch eine Inschrift, die in Lugdunum gefunden wurde, ist belegt, dass Flavianus Veteran der Legio XXX Ulpia Victrix war. Der Grabstein wurde ihm von seiner Ehefrau Iulia Restituta und seinem Sohn Annius Respectus errichtet.
Die Inschrift wird in der Epigraphik-Datenbank Clauss-Slaby in die erste Hälfte des 3. Jahrhunderts datiert, bei Marcus Reuter auf nach 197.